# 内蒙古水库列表
截止至2007年，中华人民共和国内蒙古自治区共有大型水库61座，按库容量依次为红山水库、绰勒水利枢纽、乌拉盖水库、莫力庙水库、他拉干水库、舍力虎水库、吐尔吉山水库、打虎石水库、孟家段水库。
根据中华人民共和国水利部发布的《中国水库名称代码》（中华人民共和国行业标准SL259-2000）将内蒙古自治区所有大型水库及中型水库按地级市列表如下。

## 大型水库
| 名称         | 水系     | 总库容 亿立方米 | 位置                               | 备注 |
| ------------ | -------- | --------------- | ---------------------------------- | ---- |
| 红山水库     | 老哈河   | 25.60           | 翁牛特旗乌敦套海镇                 |      |
| 察尔森水库   | 嫩江支流 | 12.53           | 科右前旗                           |      |
| 万家寨水库   | 黄河     | 8.96            | 山西省偏关县、内蒙古自治区准格尔旗 |      |
| 绰勒水利枢纽 | 嫩江     | 2.60            | 兴安盟扎赉特旗                     |      |
| 乌拉盖水库   | 乌拉盖河 | 2.48            | 锡盟东乌旗                         |      |
| 莫力庙水库   | 西辽河   | 1.93            | 通辽市科尔沁区                     |      |
| 他拉干水库   | 新开河   | 1.58            | 通辽市开鲁县                       |      |
| 舍力虎水库   | 教来河   | 1.29            | 通辽市奈曼旗                       |      |
| 吐尔基山水库 | 教来河   | 1.20            | 通辽市科尔沁区                     |      |
| 打虎石水库   | 黑里河   | 1.20            | 赤峰市宁城县                       |      |
| 孟家段水库   | 西辽河   | 1.08            | 奈曼旗八仙筒乡                     |      |

## 松花江水系
- 向阳峪水库 阿荣旗向阳峪乡
- 图木吉水库 扎赉特旗图木吉苏木
- 察尔森水库 科右前旗
- 永丰水库 科右前旗大石寨镇
- 双城水库 突泉县宝石镇
- 明星水库 突泉县宝石镇
- 九龙水库 突泉县九龙乡

## 辽河干流水系
- 孟家段水库 奈曼旗八仙筒乡
- 莫力庙水库 通辽市科尔沁区
- 红山水库 翁牛特旗乌敦套海镇
- 打虎石水库 赤峰市宁城县
- 二道河子水库 赤峰市松山区老府镇
- 他拉干水库 通辽市开鲁县
- 胡力斯台水库 通辽市科左中旗
- 苏吐水库 通辽市科左中旗
- 乃门他拉水库 通辽市科左中旗
- 都西庙水库 通辽市科左中旗
- 沙那水库 通辽市巴林左旗浩尔吐乡
- 白音花水库 通辽市阿旗巴颜花乡
- 小河西水库 通辽市扎鲁特旗
- 山湾子水库 敖汉旗
- 舍力虎水库 通辽市奈曼旗太和乡
- 西湖水库 通辽市奈曼旗
- 小塔子水库 通辽市科尔沁区
- 吐尔基山水库 通辽市科尔沁区
- 漠河沟水库 通辽市库伦旗

## 大凌河及辽东沿海诸河水系
- 石碑水库 通辽市奈曼旗
- 岗岗水库 通辽市奈曼旗

## 永定河水系
- 九龙湾水库 丰镇市九龙湾
- 巨宝庄水库 丰镇市巨宝庄

## 黄干流水系
- 三盛公水库 磴口县
- 昆都仑水库 包头市
- 红领巾水库 土默特左旗
- 二道洼水库 土默特左旗
- 挡阳桥水库 清水河县
- 永兴水库 凉城县
- 石峡口水库 清水河县

## 霍林河内流区
- 翰嘎利水库 科右中旗巴彦呼舒镇

## 内蒙古内流区
- 乌拉盖水库 锡盟东乌旗
- 锡林河水库 阿巴嘎旗
- 黄花滩水库 达茂旗
- 泉玉林水库 察右前旗
- 双古城水库 凉城县